# Hypodynerus vardyi
Hypodynerus vardyi är en stekelart som beskrevs av Giordani Soika 1973. Hypodynerus vardyi ingår i släktet Hypodynerus och familjen Eumenidae. Inga underarter finns listade i Catalogue of Life.